# Lago Belgrano
El lago Belgrano es un espejo de agua ubicado en el departamento Río Chico, provincia de Santa Cruz, dentro del parque nacional Perito Moreno, en la Patagonia Argentina.
En las cercanías del lago se han encontrado artes rupestres.

## Toponimia
El lago lleva el nombre del prócer argentino Manuel Belgrano, creador de la bandera nacional.